# Fritz Diefenbach
Fritz Diefenbach (* 19. Februar 1890 in Weiler, Elsass; † 25. Juli 1962 in Berlin) war ein deutscher Verwaltungsjurist.

## Leben
Nach dem Schulbesuch studierte Fritz Diefenbach Rechts- und Staatswissenschaften an den Universitäten Oxford, Grenoble, München und Straßburg. An der letztgenannten Universität promovierte er 1914 zum Dr. jur., nachdem er bereits 1911 in den öffentlichen Justiz- und Verwaltungsdienst eingetreten war. Das Thema seiner Dissertation lautete Die Schuldmitübernahme und der abstrakte Schuldvertrag und erschien bei Heinrich in Straßburg 1914 in Druck.
Nach dem Ersten Weltkrieg wurde er 1921 zum Assessor und 1922 zum Regierungsrat in Minden ernannt. In dieser Zeit erschien 1928 sein Werk Die Polizeiverordnungen und landespolizeilichen Strafvorschriften im Regierungsbezirk Minden.
Fritz Diefenbach trat der Deutschnationalen Volkspartei (DNVP) bei und wurde im Oktober 1932 Polizeipräsident in Altona. Als solcher wurde er nach der „Machtergreifung“ der Nationalsozialisten im Mai 1933 in den einstweiligen Ruhestand versetzt. Im Juli 1933 erfolgte seine Berufung in das Reichs- und Preußische Ministerium des Innern, wo er eine Stelle als Referent erhielt. Er zog deshalb nach Berlin-Grunewald. Später wurde er an die Regierung Köslin versetzt und war 1939 beim Oberversicherungsamt Berlin tätig. Im Zweiten Weltkrieg war er im Oberkommando der Wehrmacht eingesetzt. Er starb 1962 in Westberlin.